# Chris Finch
Christopher Finch (Cambridge, 6 november 1969) is een Amerikaans voormalig basketballer en huidig basketbalcoach.

## Carrière
Finch speelde collegebasketbal voor de Franklin & Marshall Diplomats waarmee hij uitkwam in de NCAA Division III. In 1993 werd hij niet gedraft en ging hij spelen in de Britse tweede klasse bij Sheffield Forgers. Na een jaar werd het team hernoemd naar de Sheffield Sharks en promoveerde het team naar de eerste klasse. Meteen na zijn spelerscarrière ging hij bij het team aan de slag als coach van de Sharks en won een beker en twee landstitels als coach. In het seizoen 1998/99 toen hij landskampioen werd met de Sharks werd hij uitgeroepen tot coach van het jaar.
Hij bleef er coach tot in 2003 toen hij voor een twee keer coach van het jaar werd en hij naar het Duitse Giessen 46ers trok. Na een jaar daar coach te zijn geweest kreeg hij een job bij het Belgische Euphony Bree waarmee hij landskampioen werd en in 2005 en 2007 werd uitgeroepen tot coach van het jaar. Vanaf 2005 werd hij bondscoach van de Britse nationale ploeg, hij nam meermaals deel aan EuroBasket en in 2012 aan de Olympische Spelen. In 2007 ging hij aan de slag bij reeksgenoot Dexia Mons-Hainaut waar hij bleef tot in 2009. Na zijn vertrek in België ging hij aan de slag in de NBA D-League bij de Rio Grande Valley Vipers waar hij coach was tussen 2009 tot 2011 en in 2010 kampioen werd en werd uitgeroepen tot coach van het jaar.
In 2011 ging hij aan de slag als assistent-coach van de Houston Rockets, een functie die hij bleef uitoefenen tot in 2016 sinds 2015 na het ontslag van Kevin McHale was hij een eerste assistent-coach. Hij tekende in 2016 een contract bij de Denver Nuggets als eerste assistent-coach achter Mike Malone. In 2017 vervulde hij dezelfde functie bij de New Orleans Pelicans achter Alvin Gentry en bleef in functie tot in 2020. In het seizoen 2020/21 was hij assistent-coach onder Nick Nurse bij de Toronto Raptors. Nurse was eerder zijn assistent-coach geweest bij de Britse nationale ploeg tijdens de Olympische Spelen van 2012. In februari 2021 volgde hij de ontslagen Ryan Saunders op bij de Minnesota Timberwolves, in 2022 verlengde hij zijn contract.

## Erelijst
- Brits landskampioen: 1999, 2000
- Brits coach van het jaar: 1999, 2003
- Brits bekerwinnaar: 1998
- Belgisch landskampioen: 2005
- Belgisch coach van het jaar: 2005, 2007
- NBA D-League kampioen: 2010
- NBA D-League coach van het jaar: 2010